# The Kidnapped Bride
Pour plus de détails, voir Fiche technique et Distribution.
The Kidnapped Bride est un film muet américain réalisé par Frank Griffin et sorti en 1914.

## Synopsis
Lena Krautheimer a décidé de se marier, mais deux autres de ses prétendants vont tout faire pour contrecarrer son projet.

## Fiche technique
- Titre : The Kidnapped Bride
- Réalisation : Frank Griffin
- Scénario : Frank Griffin
- Production : Siegmund Lubin pour Lubin Manufacturing Company
- Distribution : General Film Company
- Genre : Comédie
- Dates de sortie :
  -  États-Unis : 4 juillet 1914

## Distribution
- Eva Bell : Lena Krautheimer
- Raymond McKee : Emil Schweitzer
- Frank Griffin : Tango
- Oliver Hardy : Daniel Cassidy